# Cuacos de Yuste
Cuacos de Yuste – gmina w Hiszpanii, w prowincji Cáceres, w Estramadurze, o powierzchni 52,63 km². W 2011 roku gmina liczyła 894 mieszkańców.